# Abzugsgraben
Abzugsgraben är ett vattendrag i Österrike.   Det ligger i förbundslandet Niederösterreich, i den östra delen av landet, 17 kilometer nordost om huvudstaden Wien.
Trakten runt Abzugsgraben består till största delen av jordbruksmark. Runt Abzugsgraben är det tätbefolkat, med 493 invånare per kvadratkilometer.